# کامرالیسم
کامرالیسم (به آلمانی: Kameralismus) نوعی علم آلمانی اداره امور عمومی در قرن هجدهم و اوایل قرن نوزدهم بود. علم کامرالیسم به مدیریت دارایی‌های دولت می‌پردازد. طبق کامرالیسم باید اقتصاد متمرکز کشور، قاطعانه مدیریت شود؛ امری که عمدتا به نفع دولت هست.
در طول قرن هجدهم و نیمه ابتدایی قرن نوزدهم، کامرالیسم بر دولت‌های شمال اروپا، مانند پروس و سوئد، تاثیرگذار بود. محصلان و متخصصان حوزه کامرالیسم در اقتصاد، فناوری، و دانش اداری و محیطی پیشگام بودند. امروزه حسابداری کامرالیستی در مالیه عمومی به کار برده می‌شود.